# اسلامبورگ (نیویورک)
اسلامبورگ (به انگلیسی: Islamberg) یک منطقهٔ مسکونی در ایالات متحده آمریکا است که در نیویورک واقع شده‌است.